# Tour de France Automobile 1977
Tour de France Automobile 1977 (36. Tour de France Automobile) – rajd samochodowy rozgrywany we Francji od 15 do 24 września 1977 roku. Była to czternasta runda Rajdowych Mistrzostw Świata w roku 1977 (zaliczana tylko do tzw. Pucharu FIA Kierowców, nie producentów) oraz trzydziesta trzecia runda Rajdowych Mistrzostw Europy w roku 1977 i jedenasta runda rajdowych mistrzostw Francji. Rajd został rozegrany na nawierzchni szutrowej i asfaltowej. Bazą rajdu było francuskie miasto Nicea.

## Klasyfikacja generalna[2]
| Miejsce | Nr  | Kierowca              | Pilot             | Samochód                 | Czas       | Strata   | Grupa | Pkt WRC | Pkt ERC |
| ------- | --- | --------------------- | ----------------- | ------------------------ | ---------- | -------- | ----- | ------- | ------- |
| 1       | 174 | Bernard Darniche      | Alain Mahé        | Lancia Stratos HF        | 10:52:17.2 |          | 4     | 9       | 80      |
| 2       | 122 | Michèle Mouton        | Françoise Conconi | Porsche 911 Carrera RS   | 11:00:40.8 | +8:23.6  | 3     | 6       | 60      |
| 3       | 156 | Hubert Striebig       | Francis Roussely  | Porsche Carrera RSR      | 11:09:17.0 | +16:59.8 | 4     | 4       | 48      |
| 4       | 162 | Anny-Charlotte Verney | Denise Emmanuelli | Porsche Carrera RS       | 11:23:34.4 | +31:17.2 | 4     | 3       | 40      |
| 5       | 97  | Jan-Hug Hazard        | Alain Mangel      | BMW 3.0 CSL              | 11:25:45.2 | +33:28.0 | 2     | 2       | 32      |
| 6       | 144 | Pierre Mény           | Guy Berger        | Alpine-Renault A110 1800 | 11:39:13.7 | +46:56.5 | 4     | 1       | 24      |
| 7       | 17  | Jean-Louis Clarr      | Vincent Laverne   | Opel Kadett GT/E         | 11:43:02.1 | +50:44.9 | 1     |         | 16      |
| 8       | 84  | Jacky Daumet          | Zaf               | Opel Kadett GT/E         | 11:43:55.9 | +51:38.7 | 2     |         | 12      |
| 9       | 151 | Pierre Bos            | Daniel Fallot     | Porsche 911 Carrera      | 11:50:15.8 | +57:58.6 | 4     |         | 8       |
| 10      | 123 | Jean-Claude Rey       | L. Strotz         | Porsche 911 Carrera      | 11:51:36.3 | +59:19.1 | 3     |         | 4       |

## Punktacja

### Klasyfikacja  FIA Cup for Rally Drivers (WRC)
| Lp | Producent         | Pkt. |
| -- | ----------------- | ---- |
| 1  | Sandro Munari     | 31   |
| 2  | Björn Waldegård   | 28   |
| 3  | Bernard Darniche  | 18   |
| 4  | Ari Vatanen       | 15   |
| 4  | Markku Alén       | 15   |
| 4  | Kyösti Hämäläinen | 15   |

- Uwaga: Tabela obejmuje tylko pięć pierwszych miejsc.